# InterCity 225
InterCity 225 — серия электролокомотивных скоростных поездов, строившаяся в 1988-91 годах британским заводом Кру Уоркс (англ. Crewe Works). В каждый состав входит электровоз British Rail Class 91), девять вагонов British Rail Mark 4) и один багажный вагон с кабиной управления DVT, расположенный в хвосте состава и имеющий органы управления, аналогичные локомотивам Сlass 90 и Сlass 91.

## Описание

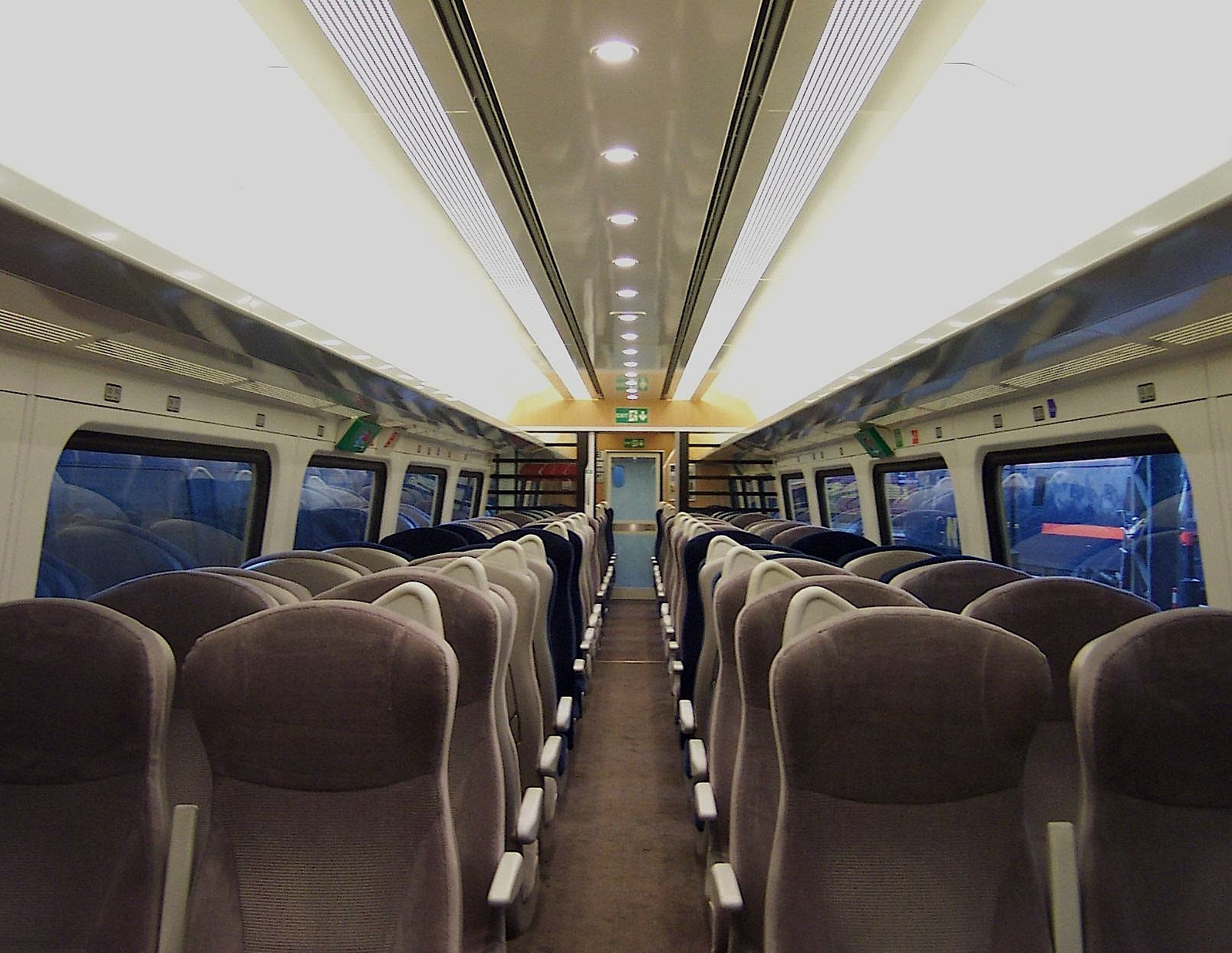
Салон InterCity 225

В 1984 году было принято решение о начале электрификации одной из основных магистралей Великобритании — East Coast Main Line, соединяющей Лондон с Эдинбургом. Через год группа производителей «ASEA», «Brush» и «GEC» начали разработку электровоза переменного тока, предназначенного для движения на скоростях до 140 миль/ч. Использовались технологии, появившиеся после создания скоростного электропоезда APT-P, который так и не был доведён до серийного выпуска.
Локомотив, получивший обозначение Class 91 был унифицирован с электровозом Class 90, но мощность тягового двигателя была увеличена. Выпускался электровоз на заводе BREL в Крю. Также были созданы новые вагоны Mark 4 и вагоны DVT, аналогичные используемым на линии West Coast Main Line, но выпущенные на заводе «Metro-Cammel». В период 1988—1989-х годов было построено несколько вагонов и локомотивов, причём все вагоны DVT были изготовлены уже в 1988 году, но поезда InterCity 225 начали эксплуатироваться в 1990 году, когда была целиком завершена электрификация маршрута. До 1992 года продолжалась постройка вагонов Mark 4. Скоростные дизель-поезда InterCity 125 были частично заменены, сейчас они переведены на маршруты, участки которых проходят севернее Эдинбурга, где нет электрифицированных путей.
Помимо линии Лондон — Эдинбург InterCity 225 эксплуатируется на небольшом участке Карстейрс-Глазго. На основе InterCity 225 также разрабатывался электропоезд InterCity 250 для линии West Coast Main Line, но он так и не был построен в связи с начавшейся приватизацией железных дорог страны. В 1996 году после окончания приватизации British Rail все составы стали принадлежать компании «Eversholt Rail Group». С 9 декабря 2007 по 13 ноября 2009 года (изначально планировалось до 2015) составы эксплуатировались оператором «National Express East Coast», но с 14 ноября 2009 группа «National Express» прекратила управление компанией «East Coast», которая сейчас и является самостоятельным оператором, эксплуатирующим скоростные перевозки на маршруте East Coast Main Line.
Конструкционная скорость поезда составляет 225 км/ч. В ходе испытаний на участке между городами Грантем и Питерборо InterCity 225 достиг скорости 261,7 км/ч. Однако максимально допустимая скорость на британских железных дорогах, за исключением скоростного участка Лондон-Евротоннель, где данный поезд не эксплуатируется, составляет 200 км/ч.
В период с 2004 по 2006 год компанией «Eversholt Rail Group» (собственник InterCity 225) при поддержке «Great North Eastern Railway» и «Bombardier Transportation» проводился капитальный ремонт вагонов и локомотивов. Ремонт вагонов заключался в полном обновлении интерьера, а именно в салоне были установлены новые сиденья, у каждого места появились электрические розетки, на полах постелено новое ковровое покрытие. Помимо этого для большей пассажировместимости была изменена конфигурация салона: во втором классе кресла стали располагаться друг за другом как в самолёте. С 2004 года в поездах имеется доступ к Wi-Fi.
В перспективе составы InterCity 225 планируется частично заменить на современные дизель-электропоезда BR Class 800 и 801, которые будут введены в эксплуатацию в 2017 году. Оставшиеся поезда в сокращённой составности будут переведены на новые маршруты с увеличенным числом остановок.